# TT189

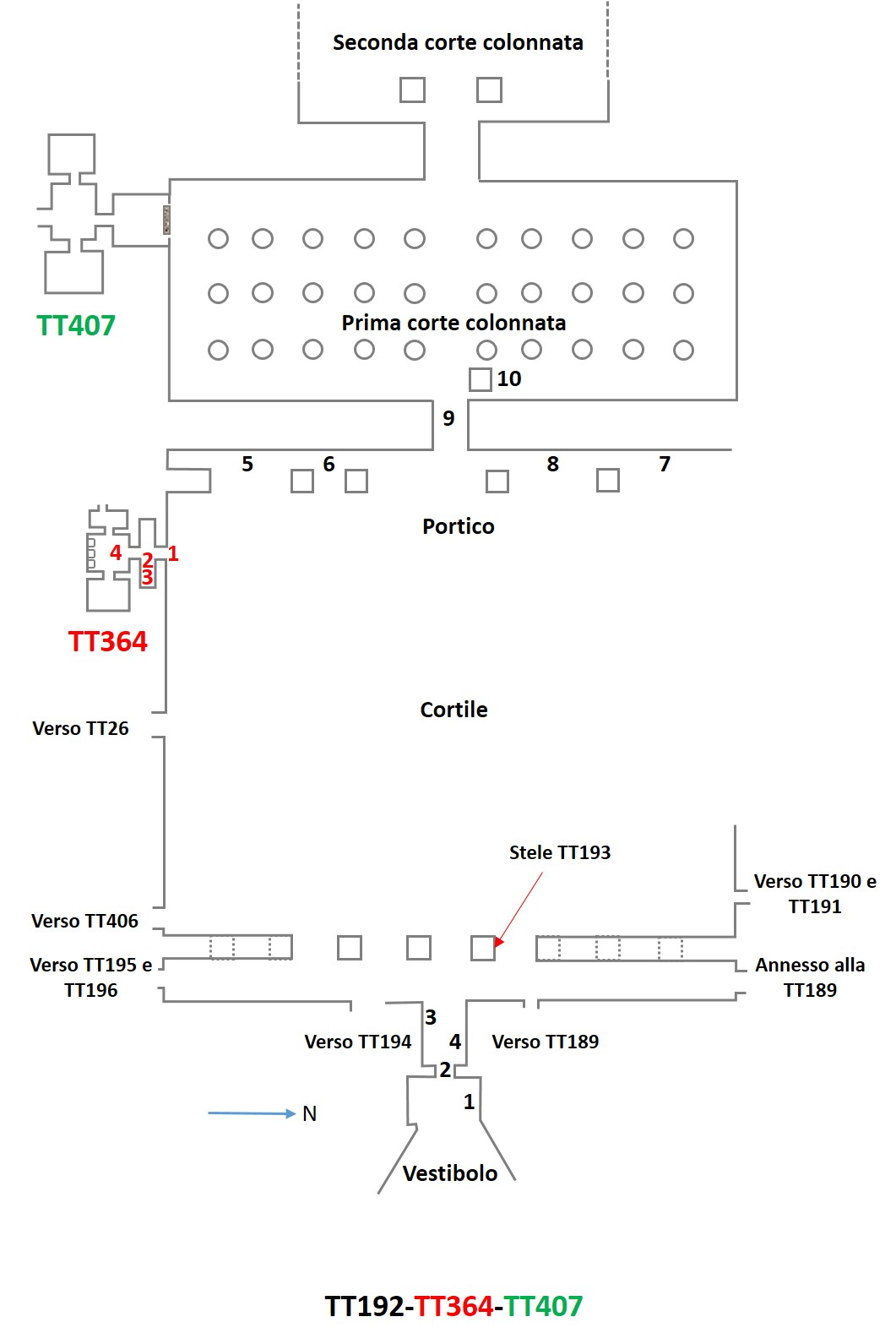
Planimetria dell'area in cui insistono le tombe TT192, TT364, TT407 (in basso il "corridoio" in cui si trova la TT189)

TT189 (Theban Tomb 189) è la sigla che identifica una delle Tombe dei Nobili ubicate nell'area della cosiddetta Necropoli Tebana, sulla sponda occidentale del Nilo dinanzi alla città di Luxor, in Egitto. Destinata a sepolture di nobili e funzionari connessi alle case regnanti, specie del Nuovo Regno, l'area venne sfruttata, come necropoli, fin dall'Antico Regno e, successivamente, sino al periodo Saitico (con la XXVI dinastia) e Tolemaico.

## Titolare
TT189 era la tomba di:
| Titolare     | Titolo | Necropoli  | Dinastia/Periodo                             | Note                                                        |
| ------------ | --- | ---------- | -------------------------------------------- | ----------------------------------------------------------- |
| Nakhtdjehuty | Supervisore dei costruttori di barche del lago settentrionale di Amon; Capo degli orafi nei possedimenti di Amon | El-Assasif | XIX dinastia (Ramses II anno LVIII di regno) | a est del pilone in mattoni; pochi passi a ovest dalla TT36 |

## Biografia
Sono rilevabili i nomi delle mogli, Netemhab e Tentpa, e dei figli Kensemhab, Capo degli orafi dei possedimenti di Amon, e Amenemwia, Prete di Mut.

## La tomba
L'ingresso a TT189 si apre in un lungo cortile, quasi un corridoio, in cui si apre anche l'accesso alla TT194 e si trova una stele pertinente alla TT193.
TT189 è planimetricamente strutturata con un corridoio di accesso che immette in una sala trasversale; un secondo corridoio dà accesso a una seconda sala trasversale; presenta, inoltre, un "annesso" ubicato al fondo del "corridoio" antistante l'accesso. 
Sulla parete in cui si apre l'ingresso (1/nero in planimetria) un testo di ammonimenti ai viventi dati dal defunto e (2) su quattro registri sovrapposti barche sacre e le porte d'oro del tempio. Sulle pareti del corridoio (3) che dà accesso alla prima sala trasversale i titoli del defunto e resti di testo, nonché il defunto e la moglie Netemhab seduti. Sulle pareti della sala: (4-5-6) su tre registri brani del Libro delle Porte e scena di psicostasia; tesi autobiografici che recano l'indicazione dell'anno LV di regno di Ramses II e scene della processione funeraria, con dolenti e buoi che trainano scrigni. Analogamente, sulle pareti opposte (7-8-9) brani del Libro delle Porte, il defunto con la moglie Tentpa dinanzi alla Dea dell'Occidente (Mertseger) e il figlio Kensemhab, Capo degli orafi dei possedimenti di Amon, in offertorio ai genitori.
Un secondo corridoio immette nella seconda sala trasversale; sulle pareti: doppia scena del defunto (10) inginocchiato dinanzi a Osiride e Iside e dinanzi a Osiride e Nephtys; testi di offertorio con il defunto abbracciato dalla Dea dell'Occidente. Sulle pareti opposte (11-12), su tre registri sovrapposti, scene di banchetto con ospiti e due preti dinanzi a un altare che offrono fiori al defunto. Al centro della sala (13) i resti di una falsa porta con il figlio Kensemhab in offertorio al defunto e alla madre e, su due registri, scene di offertorio di fiori al defunto anche da parte del figlio Amenemwia, Prete di Mut. Un breve cunicolo lascia intendere forse la volontà, non conclusa, di ampliare la tomba.
Fuori dalla TT189, nel corridoio antistante, all'estremità nord dello stesso, si trova un annesso costituito da una sala trasversale e una camera rettangolare. Un breve corridoio (14/nero), sulle cui pareti sono rappresentati il defunto e la moglie Netemhab in offertorio a Ra-Horakhti e Maat e a Osiride e Iside, conduce alla sala trasversale in cui (15) il defunto e la moglie sono inginocchiati in offertorio (i danni alla scena non consentono di stabilire che fosse il destinatario delle offerte). Nella sala rettangolare (16), su due registri, un uomo purifica il defunto e la moglie; (17) la copia seduta mentre un uomo offre loro mazzi di fiori; (18-19) resti di brani del Libro delle Porte; (20) in una doppia scena, il defunto, la moglie e un'altra coppia dinanzi a Osiride e Maat e dinanzi a Osiride (?) e Iside.

### Annotazioni
1. ↑  La numerazione dei locali e delle pareti segue quella di Porter e Moss 1927, p. 296.
2. ↑  La prima numerazione delle tombe, dalla numero 1 alla 253, risale al 1913 con l'edizione del "Topographical Catalogue of the Private Tombs of Thebes" di Alan Gardiner e Arthur Weigall. Le tombe erano numerate in ordine di scoperta e non geografico; ugualmente in ordine cronologico di scoperta sono le tombe dalla 253 in poi.
3. ↑  I campi della Duat, ovvero l'aldilà egizio, si trovavano, secondo le credenze, proprio sulla riva occidentale del grande fiume.
4. ↑  Nella sua epoca di utilizzo, l'area era nota come "Quella di fronte al suo Signore" (con riferimento alla riva orientale, dove si trovavano le strutture dei Palazzi di residenza dei re e i templi dei principali dei) o, più semplicemente, "Occidente di Tebe".
5. ↑  le Tombe dei Nobili, benché raggruppate in un'unica area, sono di fatto distribuite su più necropoli distinte.
6. ↑  Le note, sovente di inquadramento topografico della tomba, sono tratte dal "Topographical Catalogue" di Gardiner e Weigall, ed. 1913 e fanno perciò riferimento alla situazione dell'epoca.
7. ↑  Tale "corridoio", a sua volta, fa parte di in un più vasto cortile di disimpegno che consente l'accesso a numerose altre tombe (TT192, TT364, TT407).
8. ↑  Poiché sull'area insistono tre differenti tombe, i riferimenti sono stati riportati in differente colore. Per la TT189, e per il suo annesso, seguire la numerazione nera.

### Fonti
1. ↑  Gardiner e Weigall 1913.
2. ↑  Donadoni 1999,  p. 115.
3. ↑  Gardiner e Weigall 1913, p. 32.
4. ↑  Porter e Moss 1927,  p. 295.
5. ↑  Gardiner e Weigall 1913, pp. 32-33.
6. ↑  Gardiner e Weigall 1913, p. 33.
7. ↑  Porter e Moss 1927,  p. 295, confermata in edizione del 1970.
8. ↑  Porter e Moss 1927,  confermata nell'edizione del 1970, pp. 295-297.